# Hostišová
Obec Hostišová se nachází v okrese Zlín ve Zlínském kraji. Žije zde 563 obyvatel. Obec se dělí na dvě části, Hostišová a Hostišová-Horňák.
Jedná se o menší obec zemědělského charakteru, která se však rychle rozrůstá. Nachází se jen několik málo kilometrů severním směrem od krajského města Zlín, pod západními vrcholky Zlínské vrchoviny. Na jižníhm a východním okraji obce je ovocný sad. Směrem na jih od obce pramení potok Hostišovka. Obec se rozkládá v klidné oblasti stranou frekventovaných silničních tahů a v její blízkosti se rozprostírají rozlehlé lesy.

## Název
Původní jméno vesnice bylo Hostišova lhota, jak ukazuje nejstarší doklad z roku 1397. Základové osobní jméno Hostiš byla domácká podoba některého jména začínajícího na Host- (Hostibor, Hostimil, Hostivít apod.). Slovo lhota se ze jména postupně vynechávalo a první část začala být chápána jako přídavné jméno se složeným skloňováním. Doloženy jsou také podoby Hostišov a Hostěšov.
Traduje se, že obec je pojmenována podle pána Hostiše, který za husitských válek uprchl ze svého hradu, který údajně stával na kopci Strážná. Hostiš majetek zanechal svým poddaným, kteří založili obec a pojmenovali ji po svém bývalém pánovi.

## Historie

### Od založení obce do konce druhé světové války
První písemná zmínka o obci pochází z roku 1397, přičemž podle archeologických nálezů bylo území obce osídleno již ve starší době kamenné. V roce 1446 se obec stala součástí majetku holešovského panství. Na přelomu 15. a 16. století však osada zřejmě zpustla, jelikož se v dalších zápisech objevuje až v roce 1574. V průběhu následujících dvou až tří set let se obec orientovala výhradně na zemědělskou činnost, což bylo po dlouhou dobu klíčové pro obživu místních obyvatel. V roce 1756 byl v obci vybudován barokní kříž a dnes je v tomto kříži umístěný novodobý litinový korpus Krista. Na návsi v centru obce byla v roce 1869 na místě původní zvonice zbudována kaple Navštívení Panny Marie. Až do první světové války docházelo ke scelování místních polí a po skončení války se v této činnosti nadále pokračovalo.
V roce 1934 byl do obce zaveden elektrický proud a pro místní se stalo klíčovým rozšiřování výroby u firmy Baťa v nedalekém Zlíně, kde tehdy pracovala většina obyvatel obce. Rychlý rozvoj města Zlína napomohl i prodeji zemědělských produktů místních obyvatel, se kterými odjížděli na trh právě do Baťova města.
V noci z 12. na 13. dubna 1944 seskočila na území Trnovce, který spadá pod katastr obce, paradesantní skupina Clay z příslušníků čs. zahraničního vojska ve Velké Británii ve složení Antonín Bartoš – velitel, Jiří Štokman – šifrant, Čestmír Šikola – radiotelegrafista, která měla rozhodující podíl na přípravách povstání na východní Moravě ke konci druhé světové války.

### V době komunistického režimu
Po druhé světové válce a nástupu komunistického režimu v tehdejším Československu došlo k výrazné změně celkové politické orientace a k postupnému procesu socializace zemědělství v obci. Právě hostišovští zemědělci patřili mezi první v tomto procesu na celém tehdejším Gottwaldovsku. V roce 1950 zde bylo založeno JZD. V 50. letech byla v obci vybudována kanalizace, vodovod a nová bezprašná vozovka. V roce 1964 byl vybudován také nový kulturní dům. V 80. letech došlo k vybudování tenisových kurtů, hřiště a také koupaliště, které v dnešní době slouží spíše jako hasičská nádrž.

### Po sametové revoluci
Po sametové revoluci v roce 1989 se obec Hostišová osamostatnila a 6. prosince 1990 začala její nová éra. Po volbách do místního zastupitelstva vznikla Hostišová jako samostatná obec a výkonným článkem se stal obecní úřad Hostišová.
V těsné blízkosti obce u lesa se nachází nově zbudovaná Křížová cesta z roku 2009 a také Rozhledna Hostišová na Strážné, která byla budována v letech 2010 až 2012. V obci se nacházejí také dva památné stromy, které jsou chráněny státem. Jsou to Prajzovská hruška, jejíž stáří je odhadováno cca na 250 let a památný dub.

## Obyvatelstvo
Růst počtu obyvatel ukazuje následující tabulka:
| Rok  | Obyvatel | Rok  | Obyvatel |
| ---- | -------- | ---- | -------- |
| 1834 | 163      | 1961 | 377      |
| 1850 | 168      | 1970 | 383      |
| 1880 | 230      | 1980 | 350      |
| 1890 | 254      | 1991 | 387      |
| 1900 | 246      | 2001 | 410      |
| 1910 | 289      | 2011 | 482      |
| 1921 | 300      | 2014 | 502      |
| 1930 | 302      | 2015 | 494      |
| 1950 | 250      | 2018 | 513      |

Od 50. let až do roku 1991 kolísal počet obyvatel mezi 350 až 390. Avšak v posledních letech počet obyvatel pravidelně narůstá, k 1. lednu 2018 zde žilo 513 obyvatel.
Skladba trvale bydlícího obyvatelstva
|                       | 1991 | 2001 | 2011 | 2014 | 2015 |
| Počet mužů            | 190  | 214  | 251  | 266  | 260  |
| Počet žen             | 197  | 196  | 231  | 236  | 234  |
| Počet dětí do 15 let  | 104  | 85   | 95   | 95   | ?    |
| Počet obyvatel celkem | 387  | 410  | 482  | 502  | 494  |

## Pamětihodnosti
- Barokní kříž
- Kaple Navštívení Panny Marie
- Památník rumunských vojáků
- Památník partyzána Metoděje Ponížila
- Památník Clay – Eva
- Prajzovská hruška
- Památný dub

## Historické názvy obce
- 1397 – Hosstyssova Lhota
- 1446 – Hostissow
- 1464 – Hossczissow
- 1699 – Hostassová
- 1816 – Hostěšow

## Fotogalerie

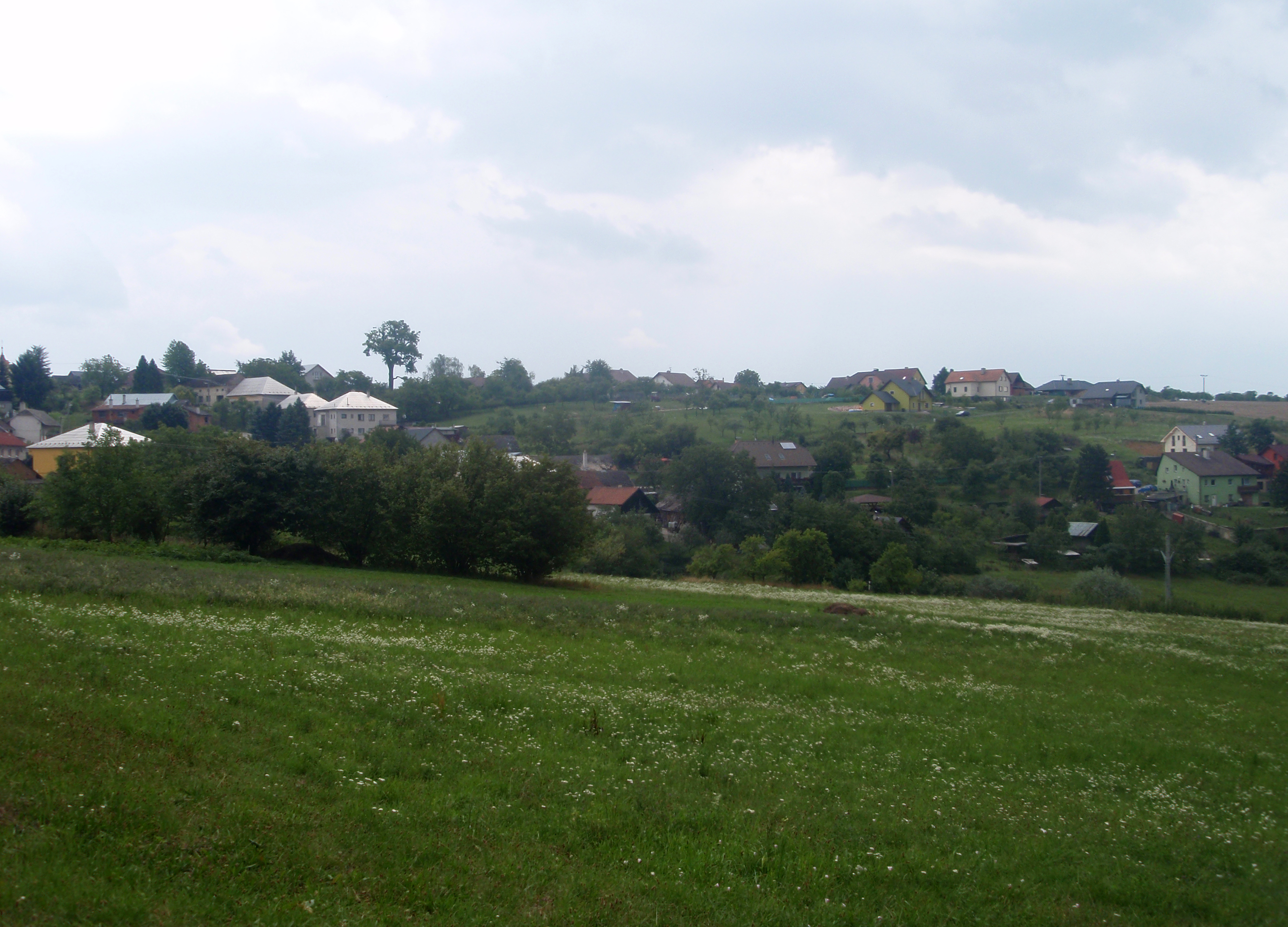
Pohled na část obce
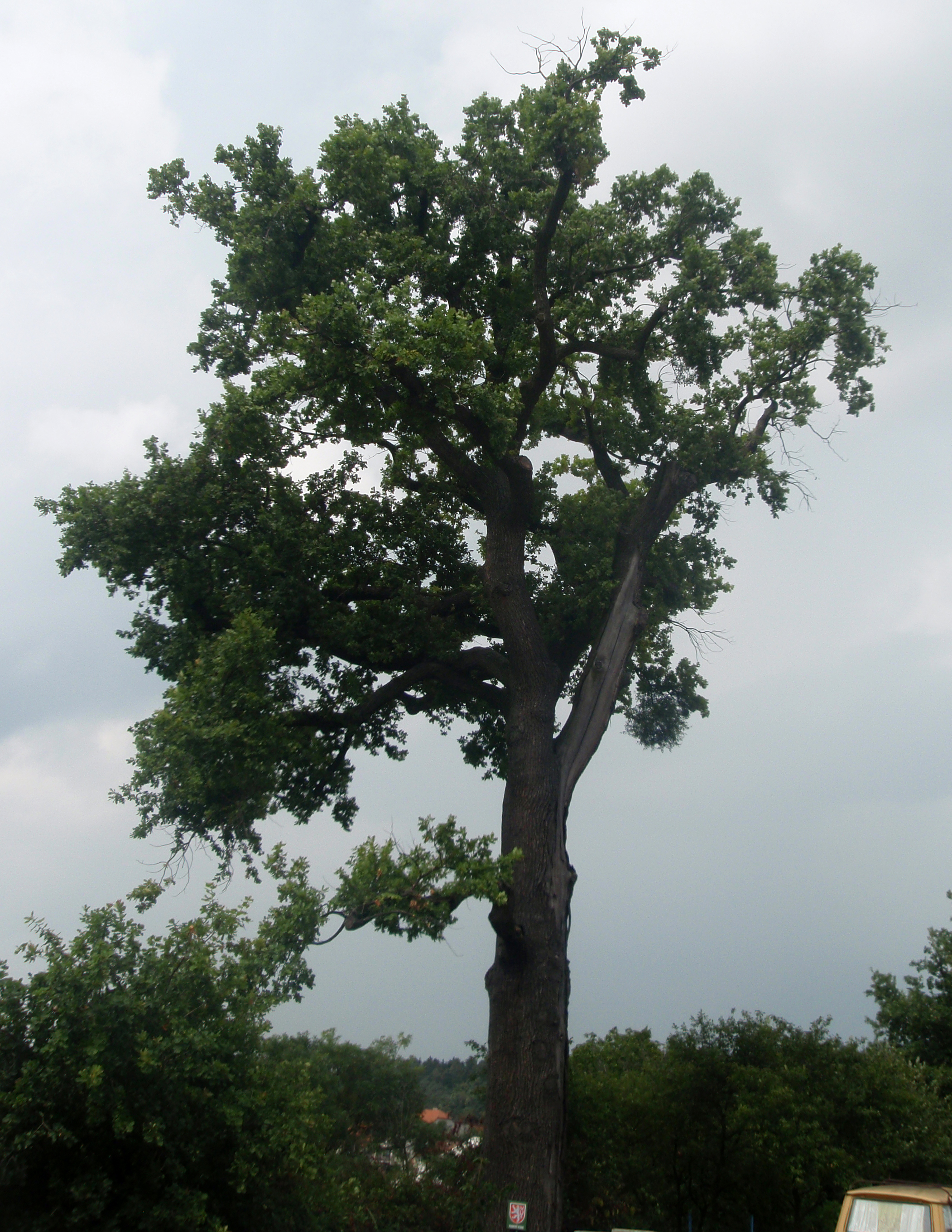
Památný dub
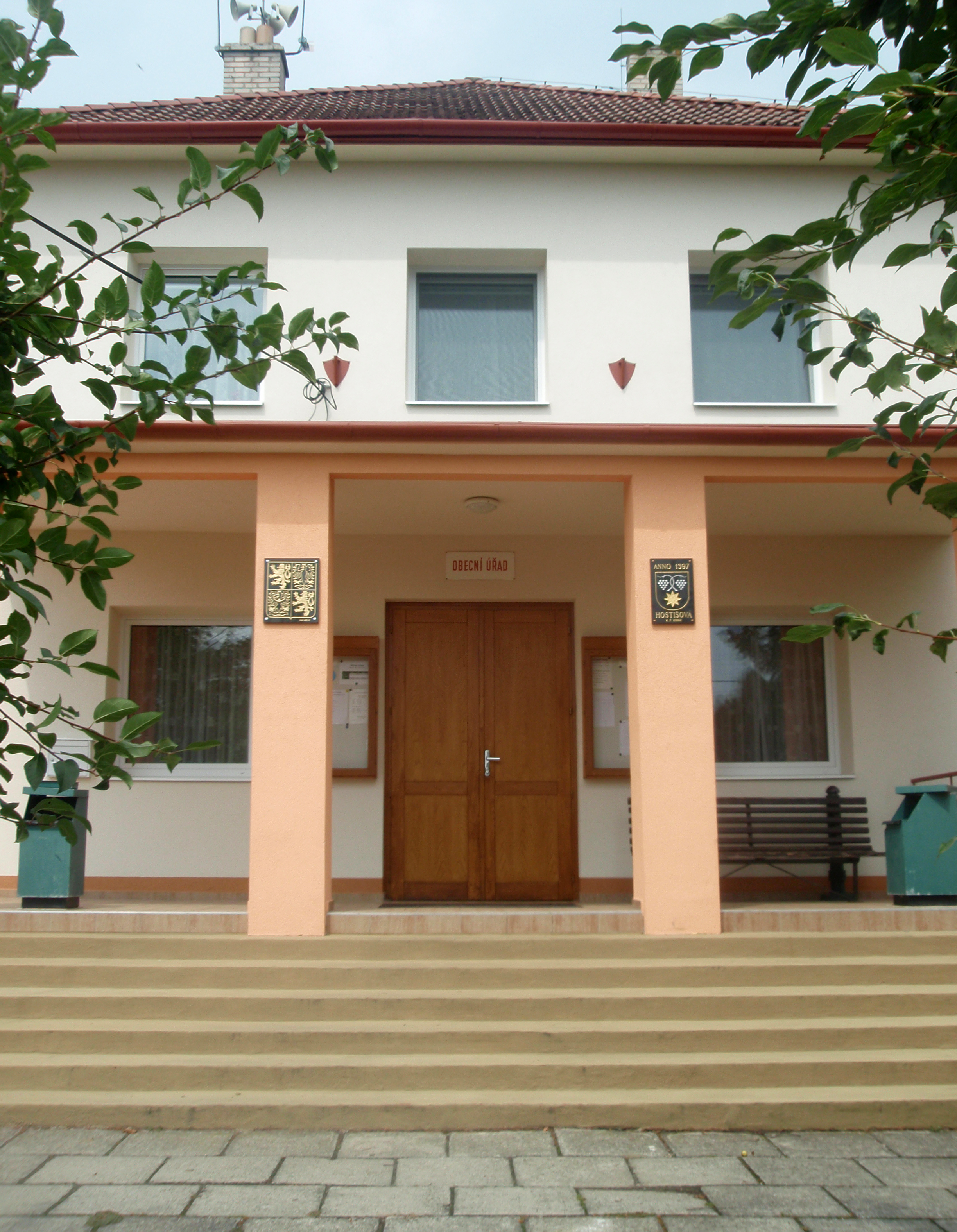
Obecní úřad
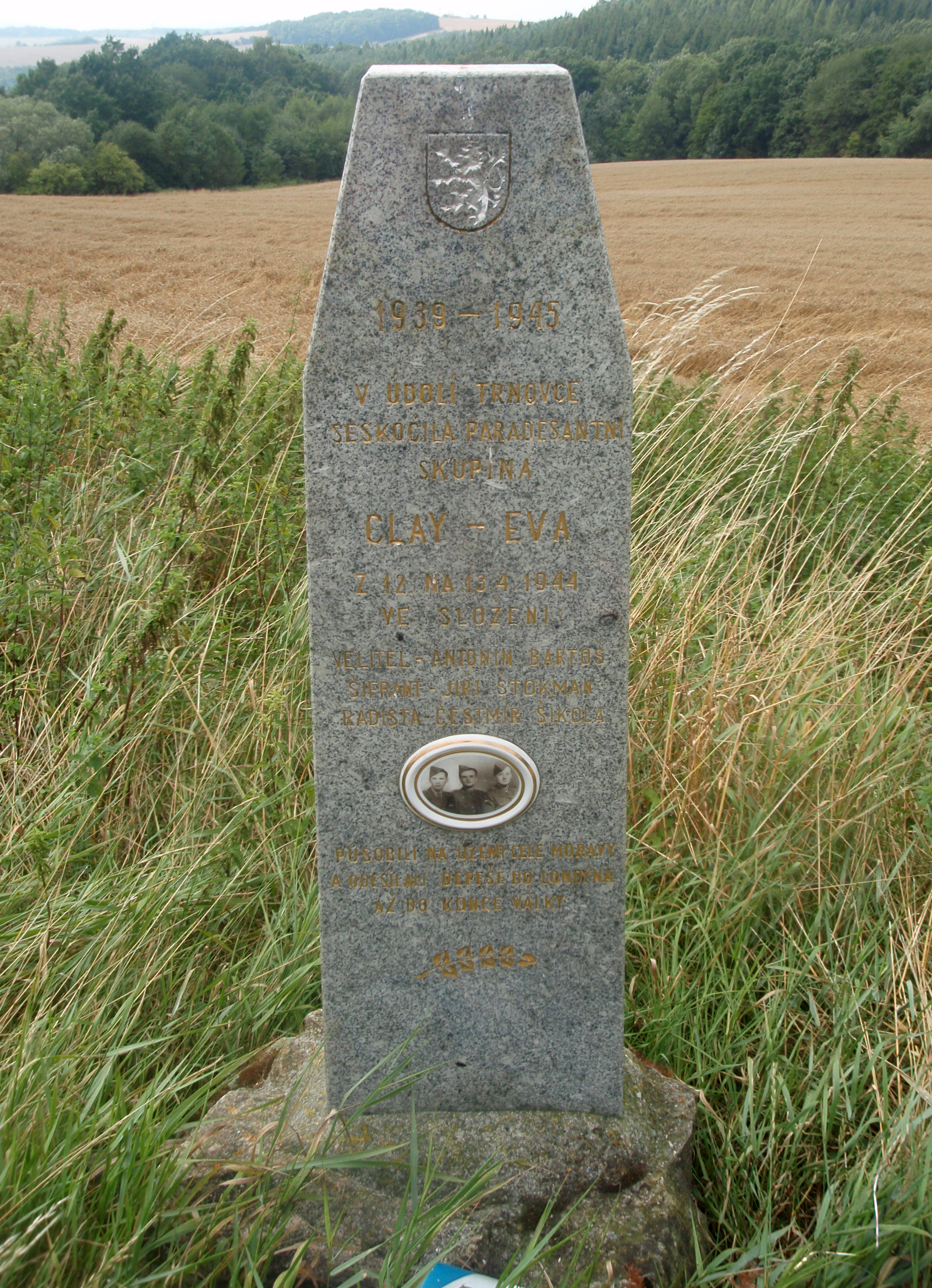
Památník Clay – Eva
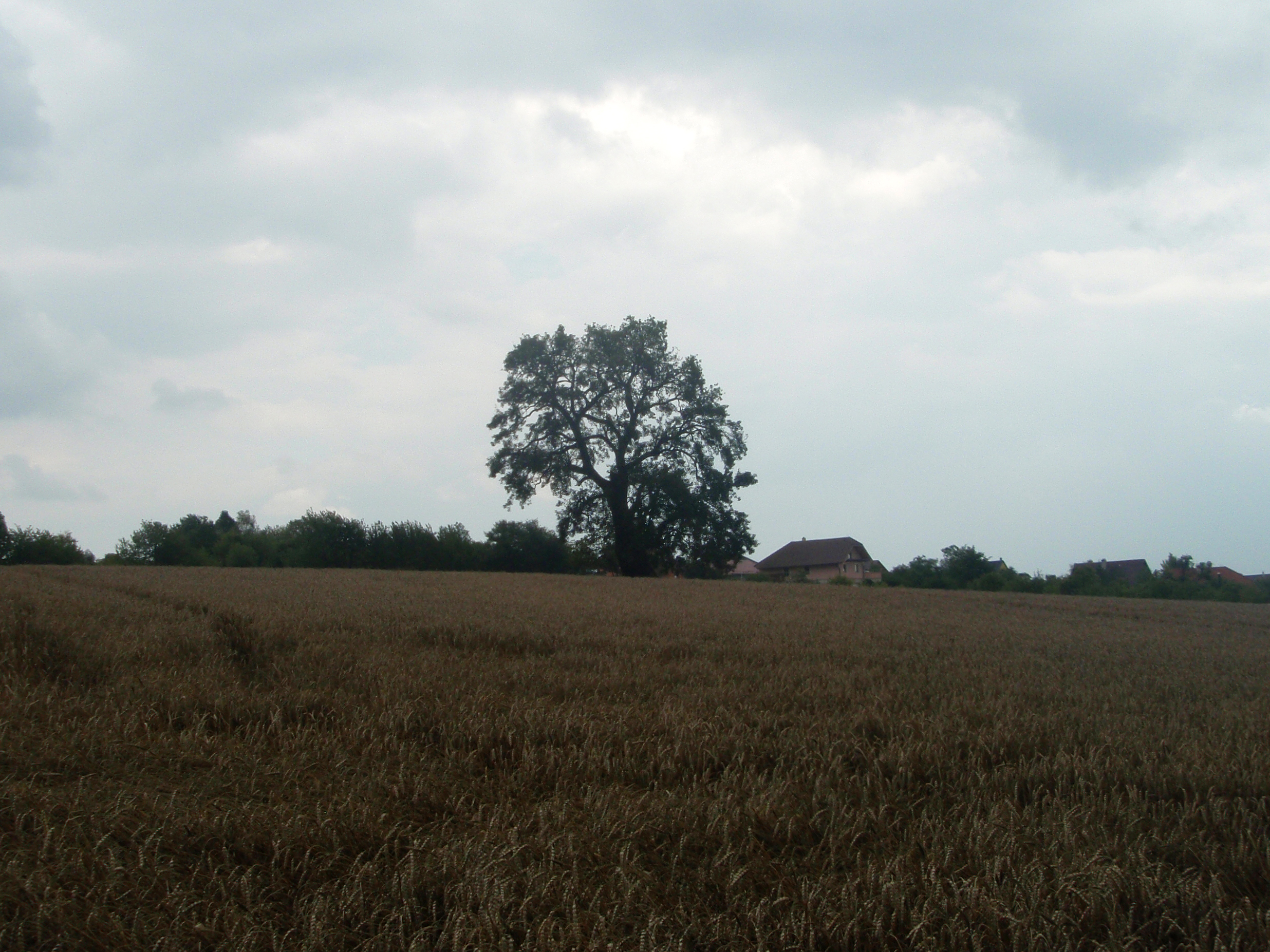
Prajzovská hruška
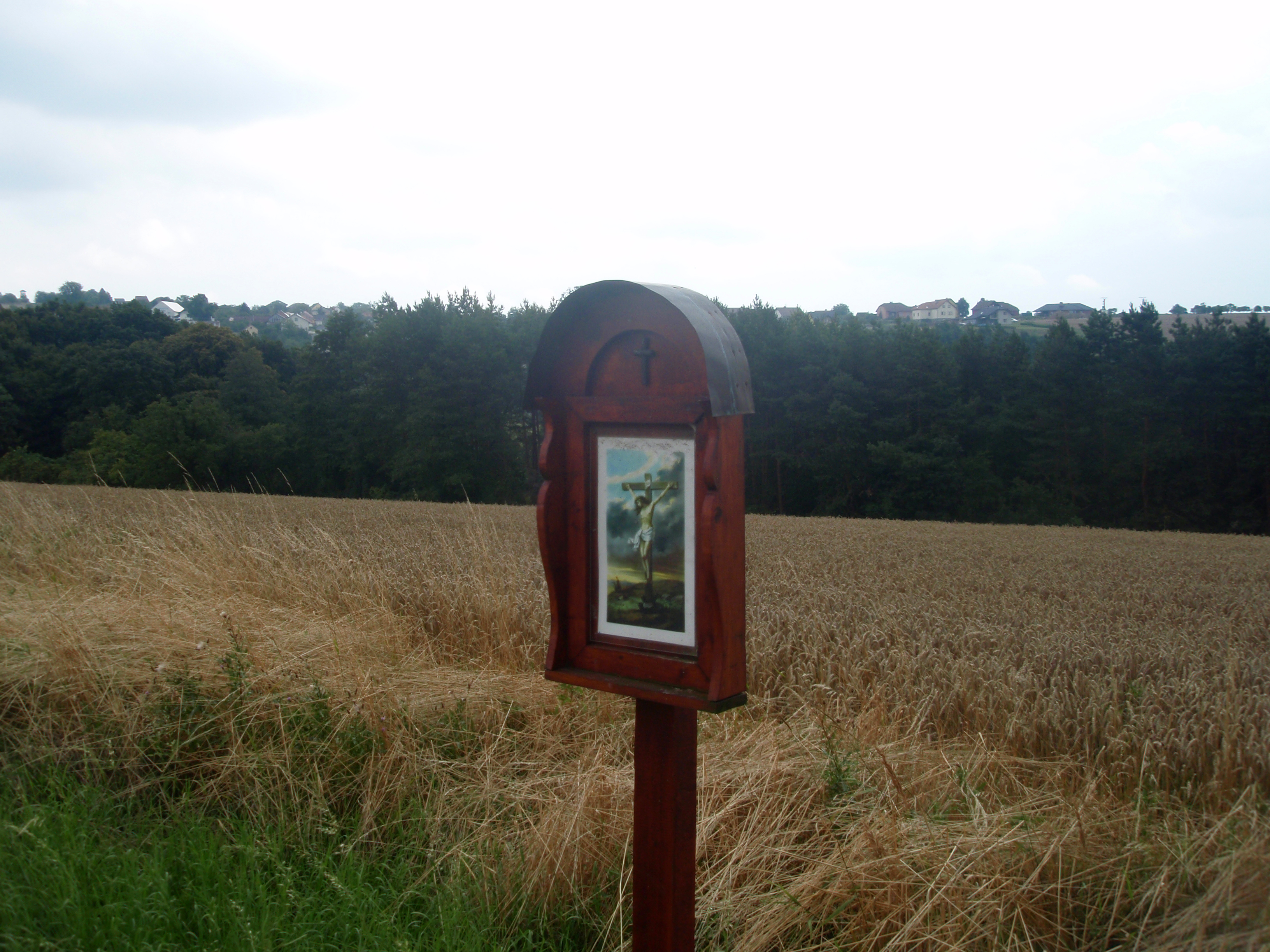
Obrázek Ježíše Krista u hlavní příjezdové cesty k Hostišové (obec v pozadí)
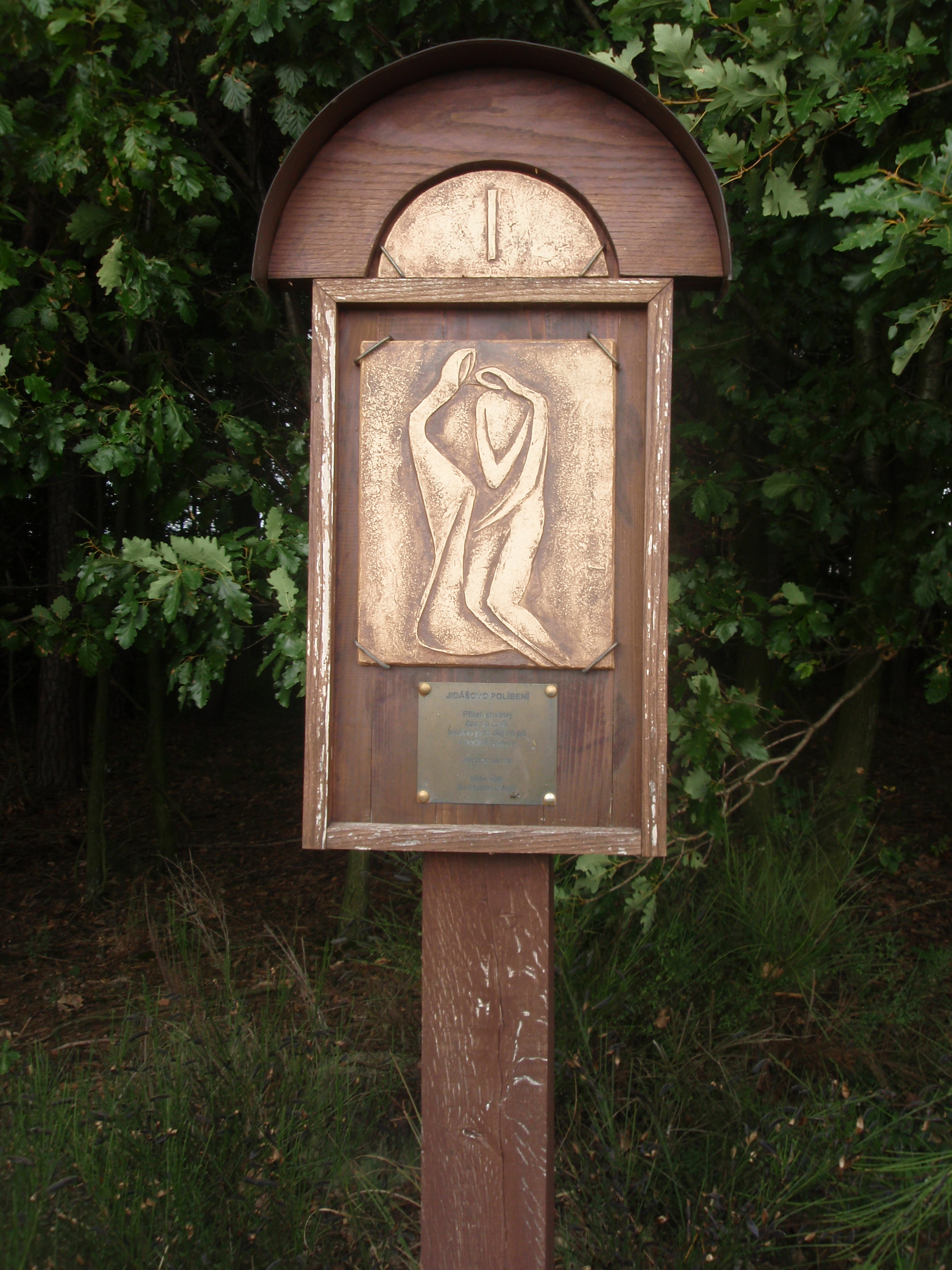
První zastavení na křížové cestě u Hostišové
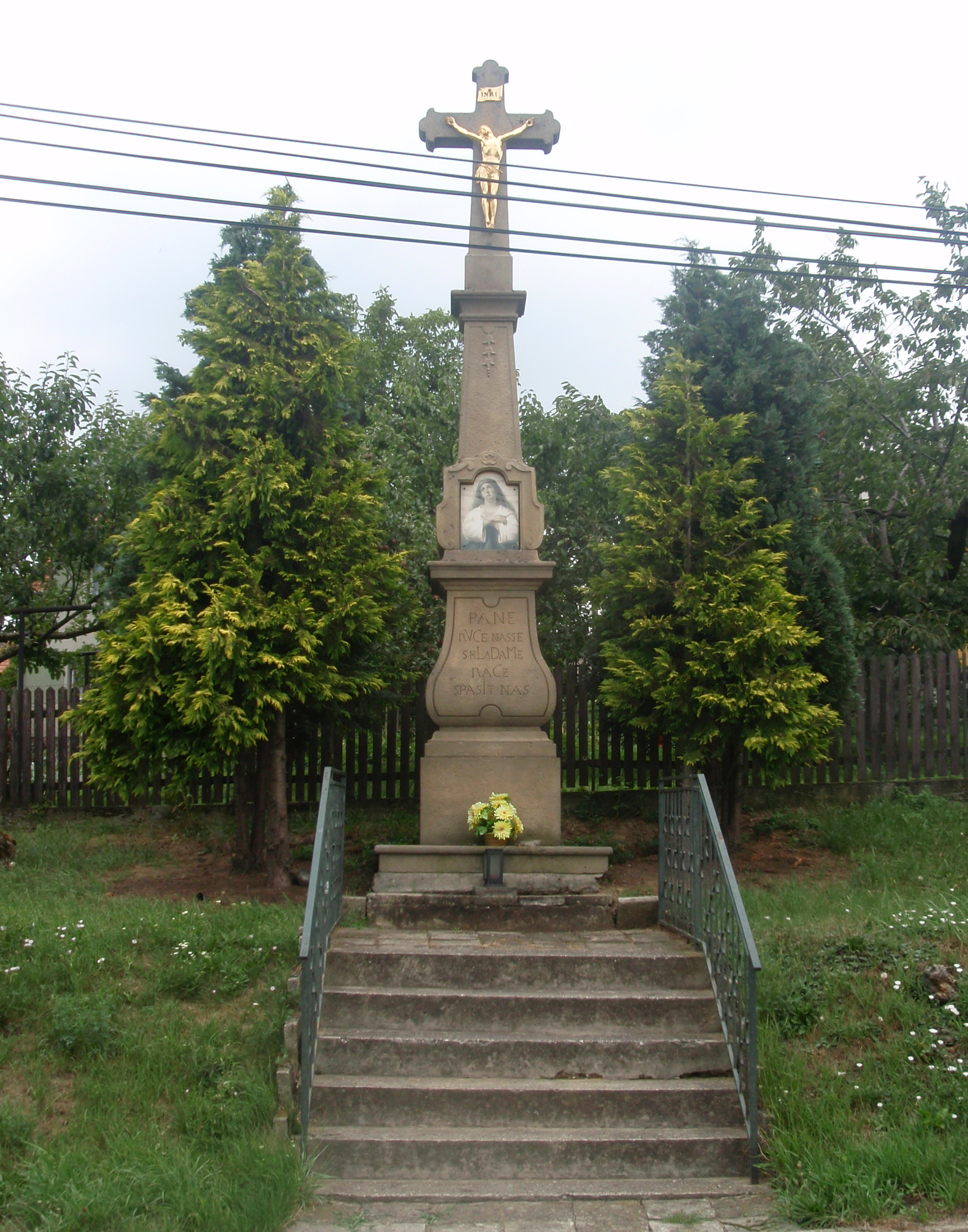
Kříž u cesty v obci s novodobým litinovým korpusem Krista
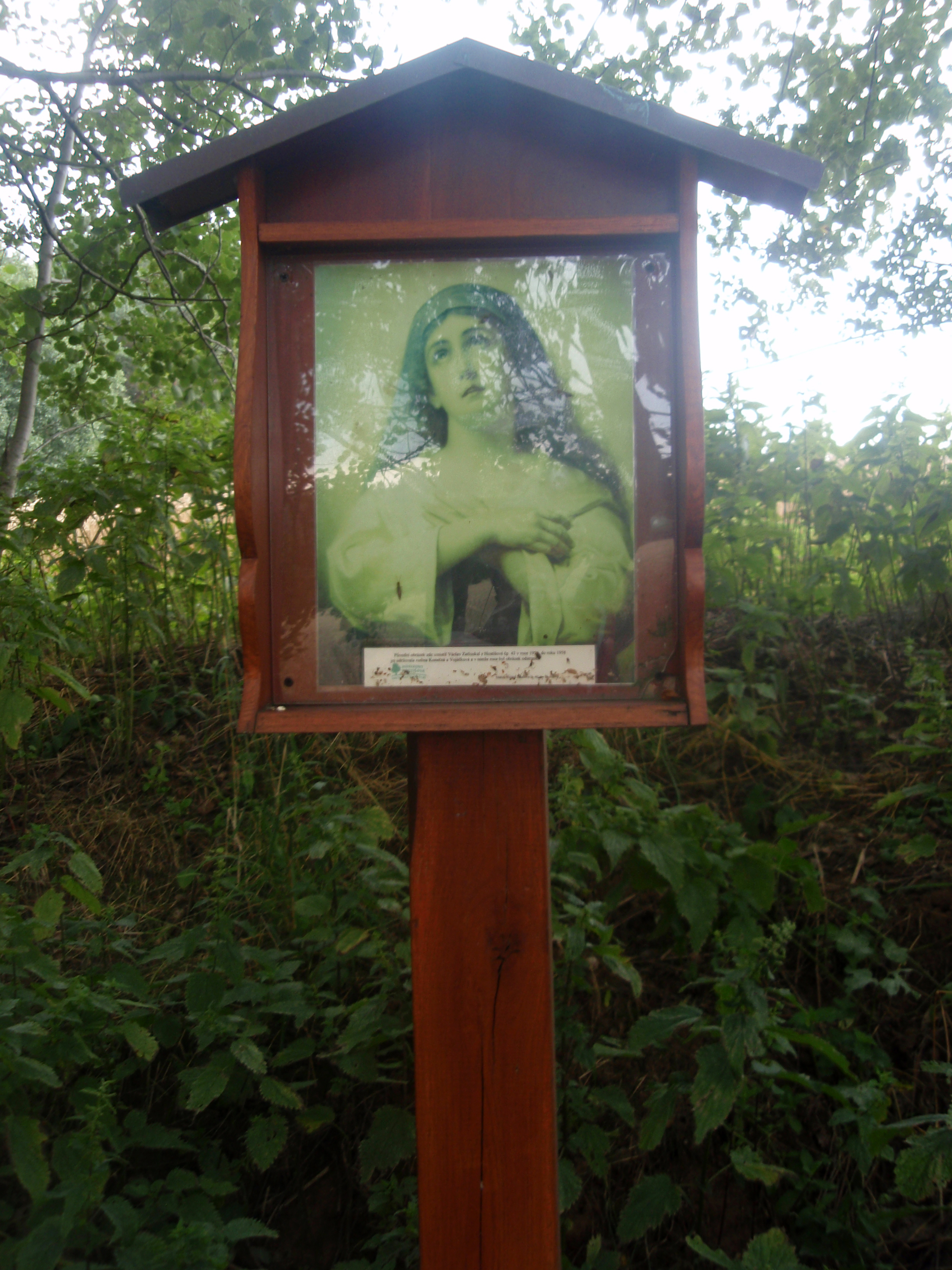
Obrázek Panny Marie na okraji lesa u Hostišové
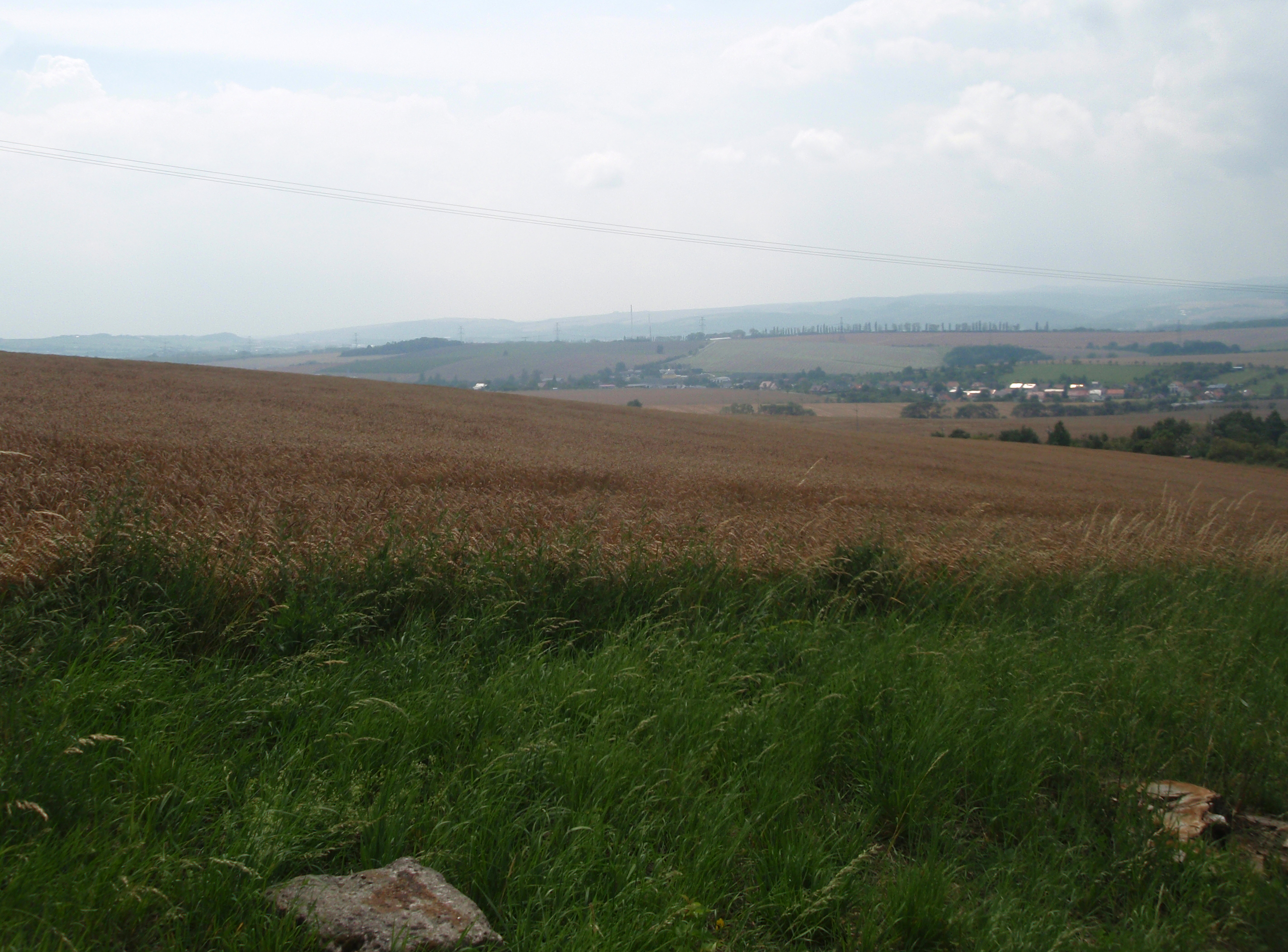
Pohled z Hostišové (v dáli Otrokovice a blíže obec Sazovice)
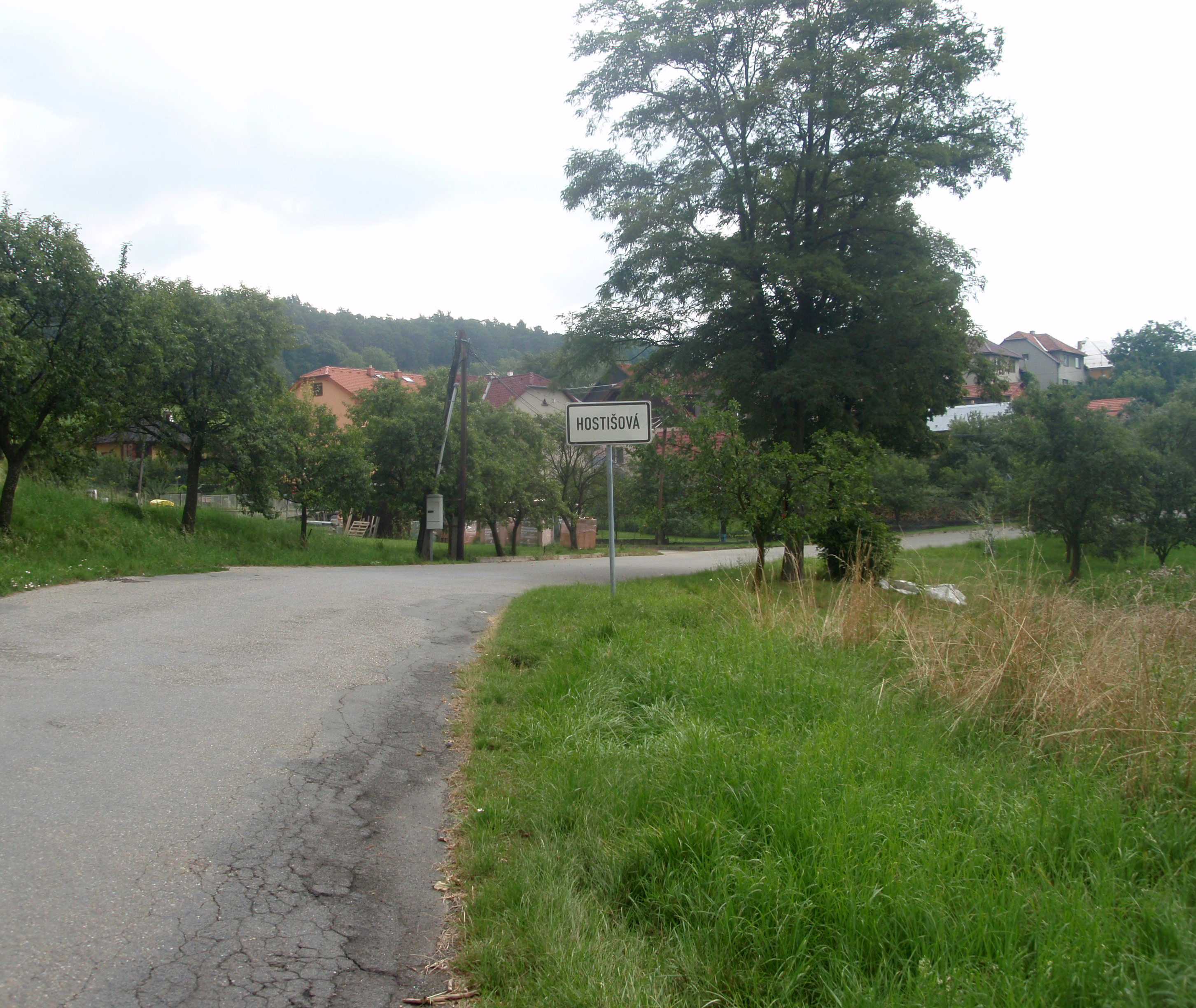
Hlavní příjezdová cesta do obce
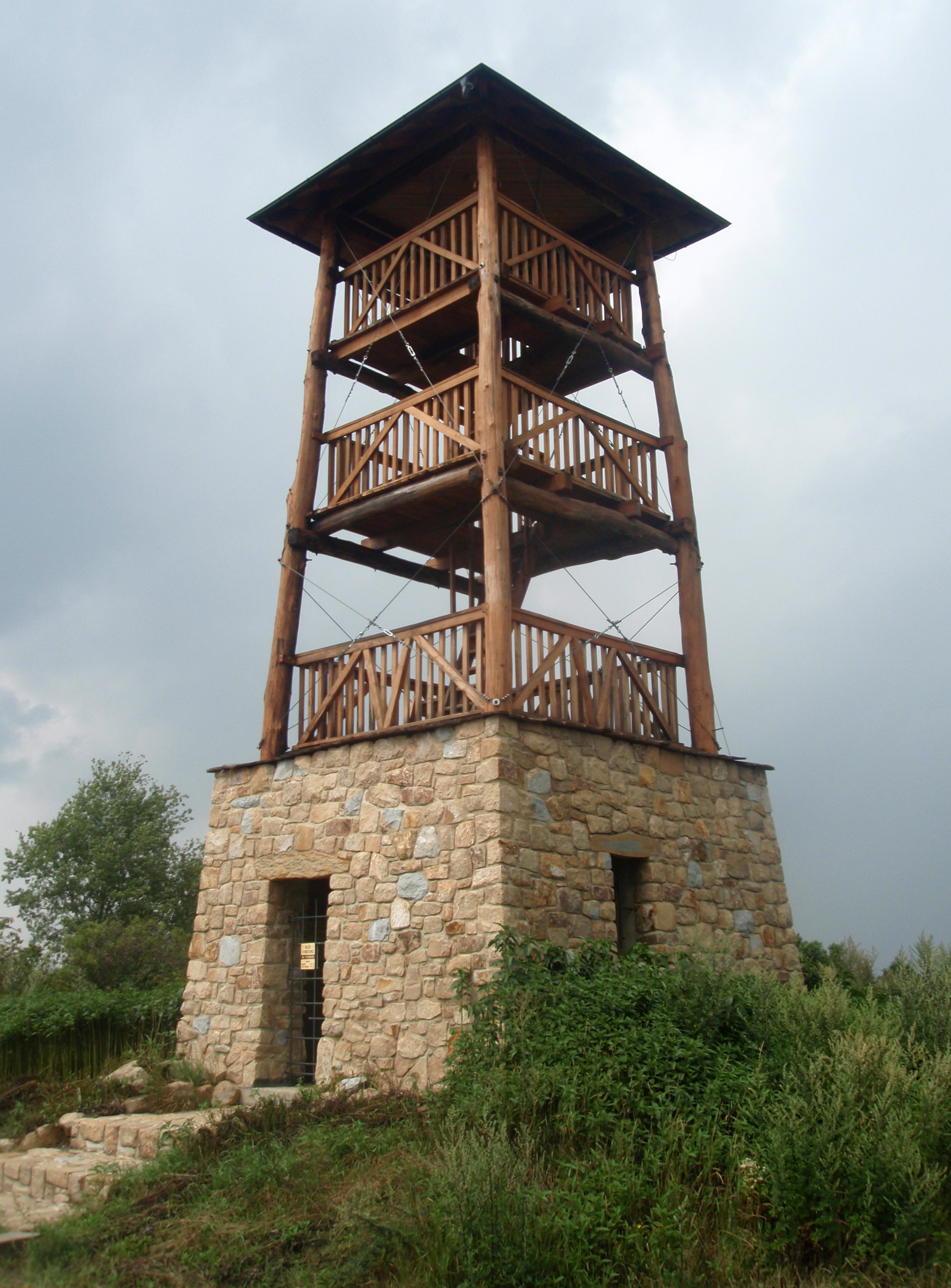
Rozhledna Hostišová na Strážné
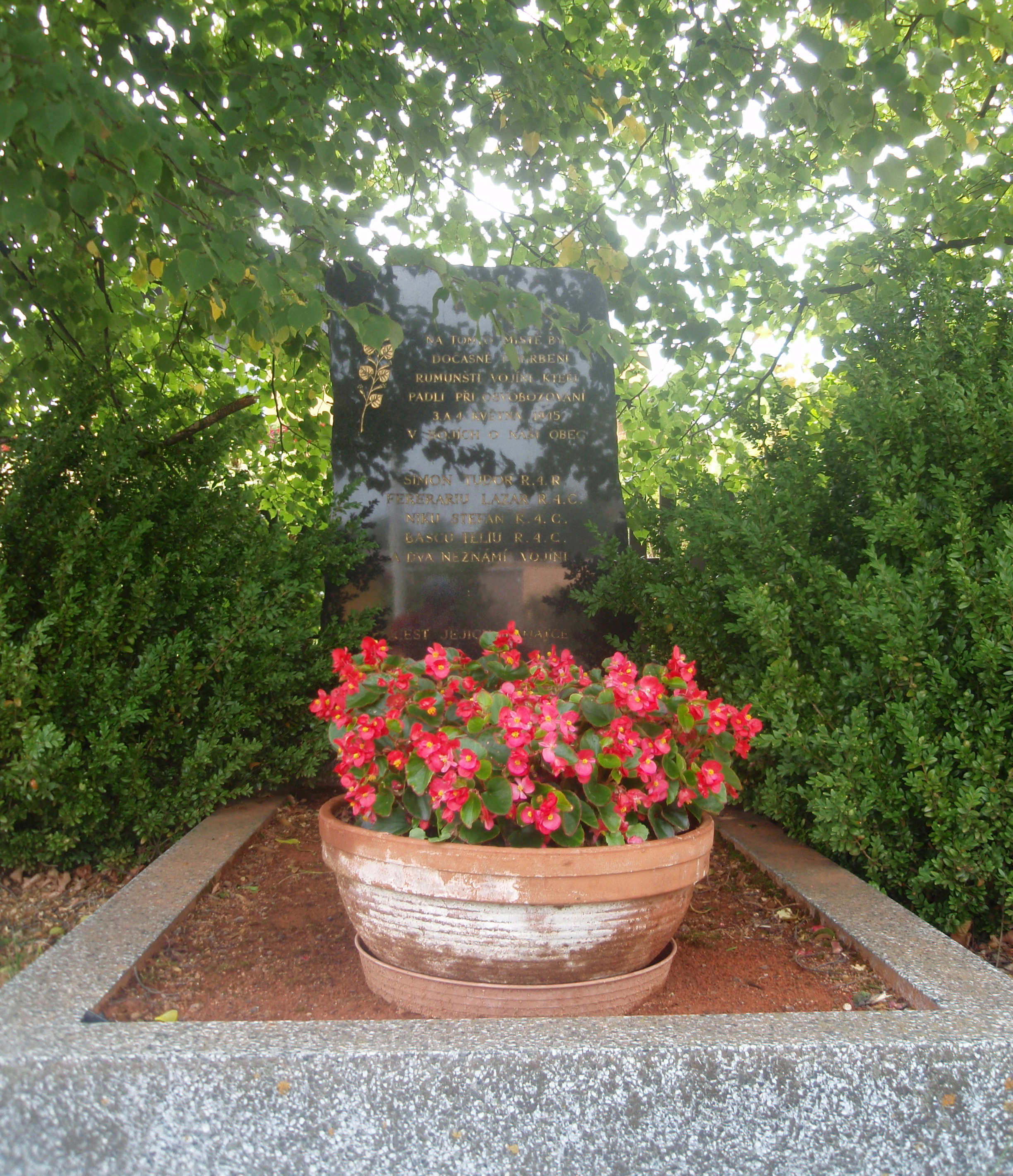
Památník rumunských vojáků
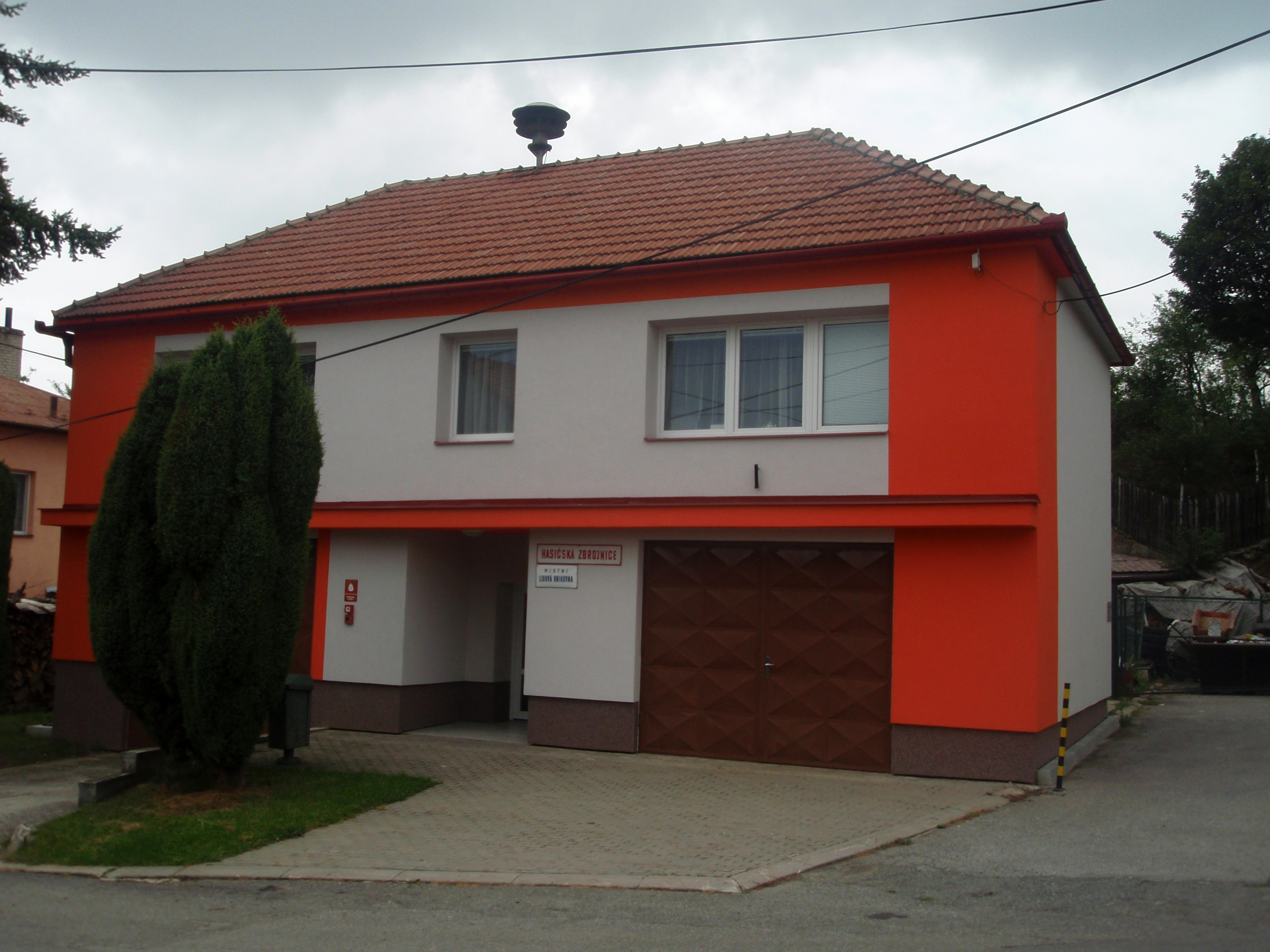
Hasičská zbrojnice a knihovna
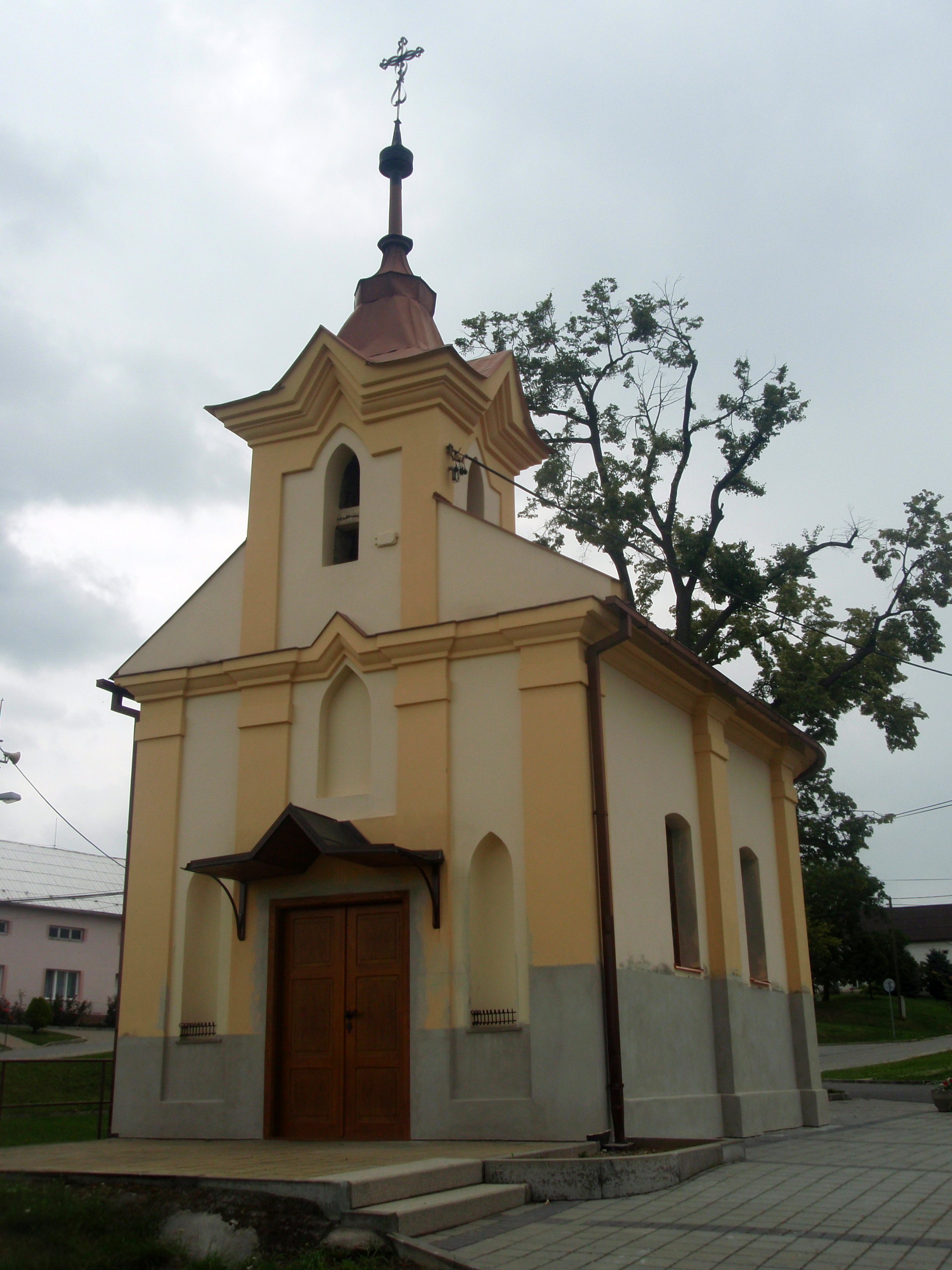
Kaple Navštívení Panny Marie
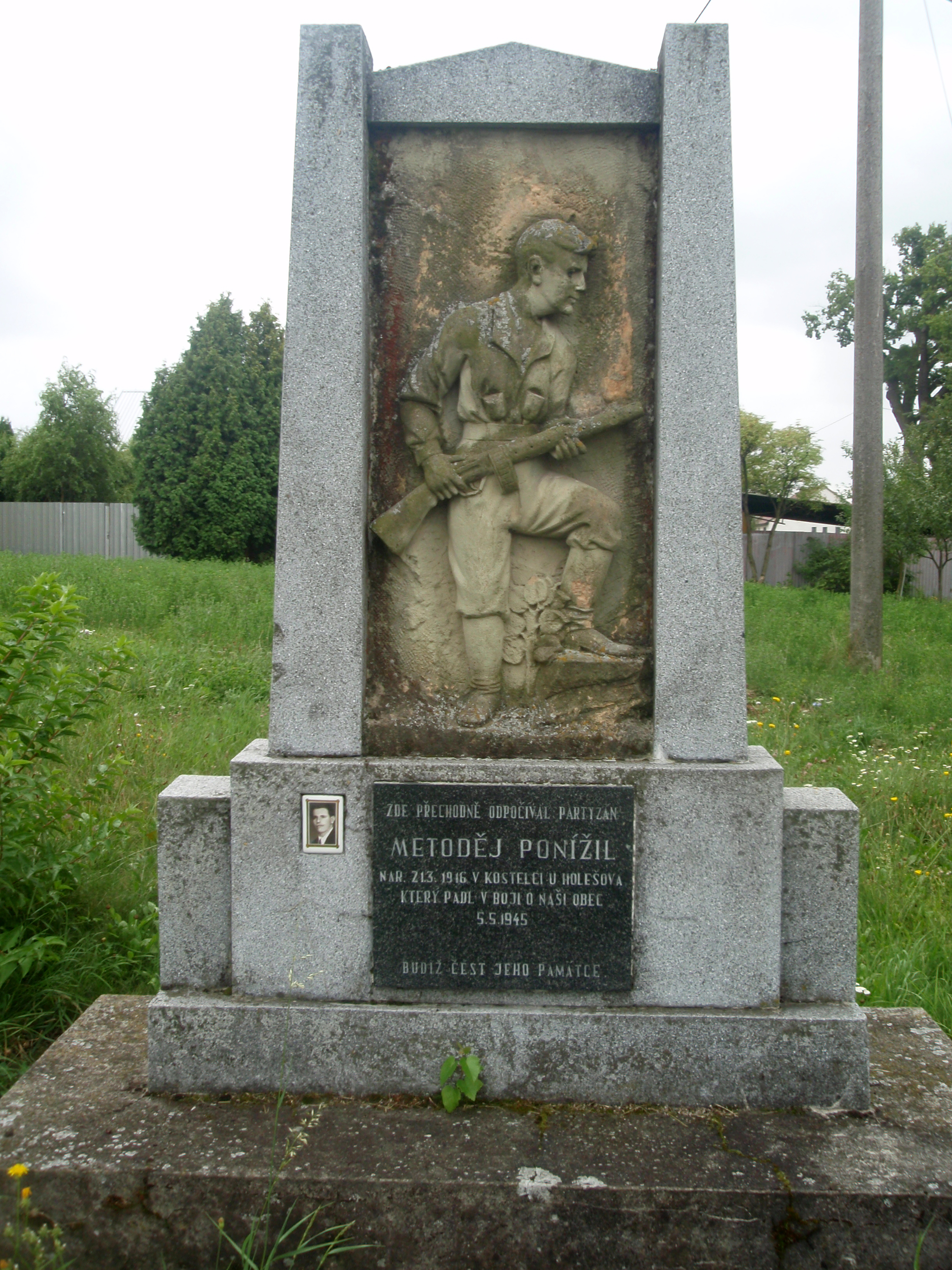
Památník partyzána Metoděje Ponížila